# Municipalitatea Malinalco
Malinalco (în nahuatl: Malinalco) este o comună din Mexic.

## Situare
Malinalco se află la 92 km nord de Ciudad de México și la 108 km de orașul Toluca. Adresa de nord a orașului este de stat din Mexic, și este situată la coordonatele geografice de meridianul de la Greenwich extreme, latitudine nordică 19°51"23" minim , 19°57"28" maxim, longitudine vestică 99°03'30" minim, 99º13'35" maxim. Comunele învecinate sunt Tenantzingo și Ocuilan.